# Leiophron obscuripes
Leiophron obscuripes är en stekelart som först beskrevs av Thomson 1892.  Leiophron obscuripes ingår i släktet Leiophron och familjen bracksteklar. Arten är reproducerande i Sverige. Inga underarter finns listade i Catalogue of Life.